# Dawid Czerkasski
Dawid Janowicz Czerkasski (ros. Давид Янович Черкасский (Dawid Janowicz Czerkasskij), ukr. Давид Янович Черкаський (Dawyd Janowycz Czerkaskyj); ur. 23 sierpnia 1932, zm. 30 października 2018) – ukraiński reżyser filmów rysunkowych oraz scenarzysta. Członek ASIFA.

## Wybrana filmografia

### Reżyser
- 1975: Czego się czepiasz?
- 1976-1979: Przygody kapitana Załganowa
- 1984-1985: Doktor Ojboli
- 1988: Wyspa skarbów

### Animator
- 1965: Baśń o carewiczu i trzech doktorach

## Odznaczenia
- Zasłużony Działacz Sztuk Ukrainy (1995)[5]
- Kawaler Orderu „Za Zasługi” trzeciej klasy (2002)[6]
- Kawaler Orderu „Za Zasługi” drugiej klasy (2007)[7]
- Ludowy Artysta Ukrainy (2010)[8]